# Kinh nguyệt

Chu kỳ kinh nguyệt

Kinh nguyệt là tập hợp các thay đổi sinh lý lặp đi lặp lại ở cơ thể phụ nữ dưới sự điều khiển của hệ hormone sinh dục và cần thiết cho sự sinh sản. Ở phụ nữ, chu kỳ kinh nguyệt điển hình xảy ra hàng tháng giữa thời kỳ dậy thì và mãn kinh.
Trong chu kỳ kinh nguyệt, cơ thể phụ nữ trưởng thành về giới tính phóng thích một trứng (đôi khi 2 trứng, có thể dẫn đến hình thành 2 hợp tử và sinh đôi khác trứng) vào giai đoạn phóng noãn (rụng trứng). Trước khi phóng noãn, nội mạc tử cung, bao phủ bề mặt tử cung, được xây dựng theo kiểu đồng bộ hoá. Sau khi phóng noãn, nội mạc này thay đổi để chuẩn bị cho trứng thụ tinh làm tổ và hình thành thai kỳ. Nếu thụ tinh và thai kỳ không xảy ra, tử cung loại bỏ lớp nội mạc và chu kỳ kinh mới bắt đầu. Quá trình loại bỏ nội mạc được gọi là hành kinh và biểu hiện ra bên ngoài là kinh khi phần nội mạc tử cung và các sản phẩm của máu ra khỏi cơ thể qua âm đạo. Mặc dù nó thường được gọi là máu, nhưng thành phần của nó khác với máu tĩnh mạch.
Hành kinh là dấu hiệu người phụ nữ không mang thai. (Tuy nhiên, điều này không chắc chắn vì đôi khi có hiện tượng chảy máu trong giai đoạn sớm của thai kỳ.) Trong tuổi sinh sản, không hành kinh là dấu hiệu đầu tiên nghi vấn một phụ nữ có thể có thai. Trễ kinh là khi giai đoạn hành kinh theo mong đợi đã đến nhưng không xảy ra, và người phụ nữ có thể đã thụ thai.
Hành kinh là hiện tượng bình thường của tiến trình tự nhiên theo chu kỳ xảy ra ở phụ nữ khoẻ mạnh giữa tuổi dậy thì và cuối tuổi sinh sản. Tuổi trung bình của hành kinh lần đầu là 12 tuổi, nhưng có thể xảy ra bất cứ lúc nào từ 8 đến 16 tuổi. Lần kinh cuối, mãn kinh, thường xảy ra vào giữa độ tuổi 45 và 55. Lệch khỏi mẫu hình này cần được quan tâm về y khoa. Vô kinh chỉ một giai đoạn dài mất kinh không do thai kỳ ở phụ nữ trong tuổi sinh sản, thí dụ ở phụ nữ có lượng mỡ cơ thể rất thấp, như vận động viên, có thể bị ngưng hành kinh. Sự hiện diện của kinh nguyệt không chứng minh rụng trứng đã xảy ra, và người phụ nữ không rụng trứng vẫn có thể có chu kỳ kinh nguyệt. Các chu kỳ kinh nguyệt không rụng trứng có khuynh hướng diễn ra không đều và biểu hiện độ dài chu kỳ dao động lớn hơn. Ngoài ra, không hành kinh cũng không chứng minh rụng trứng đã không xảy ra, vì những bất thường về hormone ở phụ nữ không mang thai có thể ức chế hiện tượng chảy máu.

## Từ nguyên
Kinh: trải qua, từng qua. Nguyệt: tháng. Việt-Nam Tự-Điển định nghĩa "kinh nguyệt" là "sự thấy tháng" ở phụ nữ.

## Tổng quan

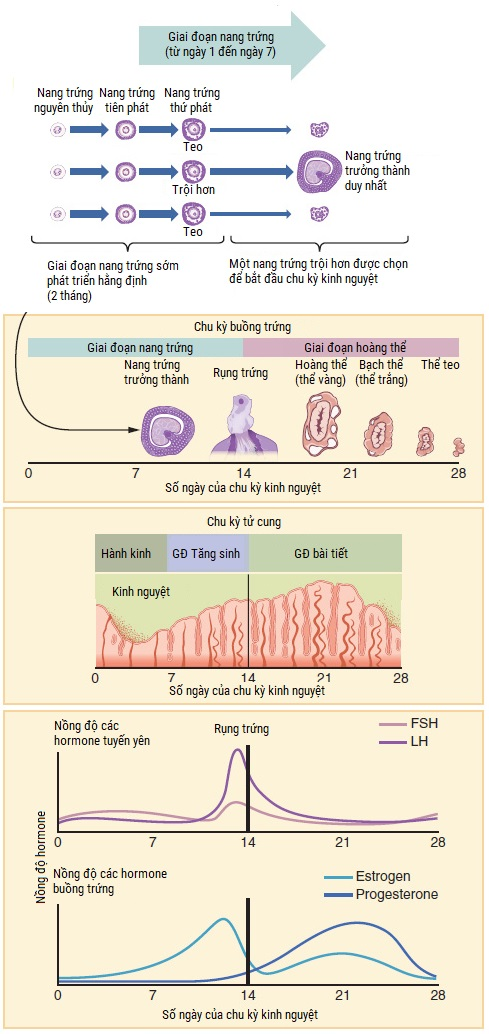
Chu kỳ kinh nguyệt

Kinh nguyệt bình thường kéo dài vài ngày, thường 3 đến 5 ngày, nhưng một số trường hợp 2 đến 7 ngày cũng được xem là bình thường. Chu kỳ kinh nguyệt lý tưởng là 28 ngày kể từ ngày đầu tiên của một chu kỳ có kinh đến ngày đầu tiên của chu kỳ tiếp theo. Chu kỳ kinh nguyệt bình thường ở phụ nữ trưởng thành nằm trong khoảng 21 đến 35 ngày.:p.381 Đối với thiếu nữ thì có sự dao động rộng hơn thường trong khoảng 21 đến 45 ngày. Các biểu hiện kinh nguyệt xuất hiện trong thời gian khi có kinh như đau ngực, sưng, đầy hơi, mụn trứng cá là các molimina tiền kinh nguyệt.
Thể tích trung bình của chất lỏng kinh nguyệt trong một chu kỳ hàng tháng là 35 ml với 10–80 ml được coi là điển hình. Chất lỏng kinh nguyệt được gọi chính xác là dòng kinh nguyệt, mặc dù nhiều người hay gọi nó là máu kinh. Chất lỏng kinh nguyệt thực tế có chứa một ít máu, cũng như chất nhầy cổ tử cung, âm đạo và các mô nội mạc cổ tử cung. Chất lỏng kinh nguyệt có màu nâu đỏ, hơi đậm hơn so với máu tĩnh mạch.:p.381
Nhiều phụ nữ trưởng thành cũng thấy xuất hiện máu cục trong khi hành kinh. Các cục này như những cục máu trông giống như mô. Nếu có thắc mắc (ví dụ như có sẩy thai hay không?), thì việc kiểm tra dưới kính hiển vi sẽ xác nhận liệu nó có phải là các mô nội mạc tử cung hay các mô thai (đã thụ thai) đã bị thải ra. Đôi khi máu cục hoặc mô nội mạc tử cung thải ra không phản ánh đúng sẩy thai của phôi trước thời hạn. Một enzyme có tên gọi là plasmin – chứa nội mạc tử cung – có khuynh hướng ức chế máu từ máu đông.
Lượng sắt bị mất trong chất lỏng kinh nguyệt tương đối nhỏ so với hầu hết phụ nữ. Theo một nghiên cứu, phụ nữ tiền mãn kinh thể hiện các triệu chứng thiếu sắt khi nội soi. 86% trong số họ thật sự đã có bệnh đường tiêu hóa và có nguy cơ bị chẩn đoán nhầm đơn giản chỉ vì họ đang có kinh. Chảy máu nhiều xuất hiện hàng tháng có thể dẫn đến tình trạng thiếu máu.
Kỳ kinh nguyệt đầu tiên xuất hiện ngay sau khi bắt đầu phát triển dậy thì. Tuổi có kinh thường bắt đầu khoảng 12–13 (xảy ra sớm hơn ở các bé gái Mỹ gốc Phi so với người da trắng châu Âu), nhưng thường có thể xuất hiện ở tuổi 9 đến 15. Có kinh sớm hoặc chậm nên được kiểm tra; nhiều nguồn tài liệu cũ hơn cho thấy rằng nên kiểm tra nếu kỳ kinh đầu tiên xuất hiện trước 10 tuổi hoặc muộn hơn sau 16 tuổi,:p.381 trong khi các tài liệu mới hơn dựa trên nhiều chứng cứ hơn thì cho rằng nên kiểm tra nếu kỳ kinh đầu tiên xuất hiện trước 9 tuổi, hoặc nếu không có ở tuổi 15, nếu không có sự phát triển của ngực ở tuổi 13, hoặc nếu không có chu kỳ trong vòng 3 năm sau khi ngực phát triển. Mãn kinh là khi khả năng thụ tinh (sinh sản) ở phụ nữ giảm, và kinh nguyệt có thể xảy ra không thường xuyên trong nhiều năm kể từ kỳ kinh nguyệt cuối cùng, khi phụ nữ ngừng kinh nguyệt hoàn toàn và không còn thụ tinh nữa. Định nghĩa của ngành y về thời kỳ mãn kinh là trong một năm mà không có kỳ nào, và thường xuất hiện ở lứa tuổi cuối 40 và đầu 50 ở các quốc gia phương Tây.:p.381

## Cơ chế chu kỳ kinh sinh lý
Một chu kỳ kinh nguyệt bình thường được chia làm 2 pha, pha nang noãn và pha hoàng thể.

### Pha nang noãn

#### Hành kinh (sạch kinh)
Ngày đầu tiên của chu kỳ kinh (Tức là ngày đầu tiên ra máu âm đạo) được xem là ngày 01. Pha hành kinh thường kéo dài từ 03 - 05 ngày, giai đoạn này nội mạc tử cung bong tróc liên tục cho sự sụt giảm của hormone sinh dục, ngày ngừng ra máu sẽ kết thúc pha này, khi đó nội mạc tử cung sẽ mỏng nhất và pha thứ 2, phát triển nội mạc bắt đầu.

#### Phát triển nội mạc
Sau khi sạch kinh, trục hạ đồi tuyến yên của cơ thể sẽ bắt đầu hoạt động mạnh trở lại, vùng hạ đồi sẽ phóng thích từng đợt GnRH (Gonadotropin releasing hormone) GnRH sẽ kích thích thùy trước tuyến yên tiết ra hai hormone là FSH và LH.
Dưới tác dụng của FSH, các nang noãn ở buồng trứng sẽ phát triển và chế tiết Estrogen (E2), E2 có tác dụng:
- Ức chế ngược sự tiết FSH, làm cho nồng độ FSH thấp dần trong máu, dẫn đến chỉ có một nang noãn "giành" được nhiều FSH nhất mới có thể phát triển cuối cùng thành nang noãn trưởng thành, điều này giúp giới hạn số noãn nang được phóng ra (thường được quen gọi là rụng trứng) vào mỗi chu kỳ.
- Phát triển nội mạc tử cung, E2 giúp nội mạc dày lên, các mạch máu tăng sinh, ngoài ra còn giúp tổng hợp các thụ thể với Progesterone.

Khi nồng độ E2 đạt một ngưỡng nhất định, nó sẽ kích thích tuyến yên phóng thích một nồng độ rất cao LH vào máu và dẫn sự phóng noãn (thường vào giữa chu kỳ), đây là dấu mốc kết thúc pha nang noãn, chuyển sang pha hoàng thể.

### Pha hoàng thể
Sau khi phóng noãn, "tàn dư" của nang noãn vừa được phóng trên buồng trứng co cụm lại, mạch máu nuôi phát triển, lượng cholesterol tăng lên, hình thành một cấu trúc mới được gọi là hoàng thể, cấu trúc này chế tiết E2 và Progesterone (P4) được duy trì nhờ hormone LH hoặc beta-hCG.
Tác dụng của P4: 
- Ổn định nội mạc tử cung, các mạch máu trở nên xoắn, bám sâu và cung cấp máu hiệu quả hơn, nội mạc trở nên lý tưởng cho sự thụ tinh.
- Ức chế ngược quá trình chế tiết LH ở tuyến yên và GnRH từ tuyến yên, làm nồng độ LH giảm dần và dẫn đến sự suy giảm của chính P4 do không còn LH duy trì hoàng thể.

Diễn tiến tiếp theo sẽ tùy thuộc vào có thụ tinh hay không, nếu không có hiện tượng thụ tinh, LH sẽ suy giảm do sự ức chế của nồng độ P4 được tiết ra bởi hoàng thể, điều này dẫn đến sự tiêu hoàng thể, kéo theo sự sụt giảm của E2 và P4, nội mạc tử cung không còn được duy trì bằng E2 và P4 nữa, sự sụp đổ diễn ra, từng mảng của nội mạc sẽ bong tróc ra, quá trình hành kinh và ngày 01 của chu kỳ mới sẽ lại bắt đầu.
Nếu trường hợp có thụ tinh, LH vẫn sụt giảm do ức chế của Progesterone, nhưng hoàng thể sẽ được duy trì bằng beta-hCG (human chorionic gonadotropin) tiết ra bởi hợp bào nuôi của phôi thai (thường vào ngày 8 - 10 của thụ tinh), chu kỳ kinh nguyệt sẽ bị chặn đứng cho đến khi thai kỳ kết thúc và trục hạ đồi tuyến yên hoạt động trở lại.